# 776 Berbericia
776 Berbericia è un asteroide della fascia principale del diametro medio di circa 151,17 km. Scoperto nel 1914, presenta un'orbita caratterizzata da un semiasse maggiore pari a 2,9331430 UA e da un'eccentricità di 0,1609876, inclinata di 18,24869° rispetto all'eclittica.
Il suo nome è in onore di Adolf Berberich, un astronomo tedesco.